# Thỏa nguyện
Thỏa Nguyện dựa theo ba cuốn tiểu thuyết của Vương Sóc Quá bả ẩn tựu tử, Đánh mất tình yệu của tôi mãi mãi ,  Không ai cỗ vũ do Triệu Bảo Cương đạo diễn, Lý Hiểu Minh, Hắc Tử biên kịch, Vương Chí Văn và Giang San đóng vai chính phim gồm 8 tập .

## Diễn viên
Vương Chí Văn vai Phương Ngôn
Giang San vai Đỗ Mai
Lưu Bội vai Giả Linh
Triệu Lượng vai Phan Hựu Quân
Sử Khả vai Hàn Lệ Đình
Lý Thành Nho vai Tiền Khang
Trương Hội Trung Vai Đổng Ngạn Bình
Từ Dương vai Thạch Tĩnh
Chu Quốc Trị vai Chủ nhiệm
Thường Lan Thiên vai Hàng xóm

## Âm nhạc
| Tên         | Tên gốc      | Lời             | Soạn nhạc       | Trình bày        | Loại        |
| Thỏa nguyện | 《过把瘾》   | Trương Hòa Bình | Vương Tiểu Dũng | Lưu Hoan, Na Anh | Nhạc chủ đề |
| Bối rối     | 《糊涂的爱》 | Trương Hòa Bình | Vương Tiểu Dũng | Lưu Hoan         | Nhạc chủ đề |

## Giải thưởng
| Năm  | Lễ trao giải   | Hạng mục                       | Người nhận / Đề cử | Kết quả   | Ghi chú |
| 1994 | Kim Ưng        | Nữ diễn viên phụ xuất sắc nhất | Lưu Bội            | Đoạt giải | [ 3 ]   |
| 1994 | Giải Phi thiên | Nam diễn viên xuất sắc nhất    | Vương Chí Văn      | Đoạt giải | [ 4 ]   |